# Dreadnought Point
Der Dreadnought Point ist eine markante und felsige Landspitze im Norden der westantarktischen James-Ross-Insel. Sie liegt am Westufer der Croft Bay.
Der Falkland Islands Dependencies Survey nahm im August 1953 Vermessungen vor. Das UK Antarctic Place-Names Committee gab ihr am 4. September 1957 den deskriptiven Namen, da sie in ihrer Form an den Bug eines Dreadnought erinnert.